# Plasteurhynchium duriaeanum
Plasteurhynchium duriaeanum là một loài Rêu trong họ Lembophyllaceae. Loài này được (Mont. ex Mitt.) P. Allorge mô tả khoa học đầu tiên năm 1935.